# Holsted Sogn (Vejen Kommune)

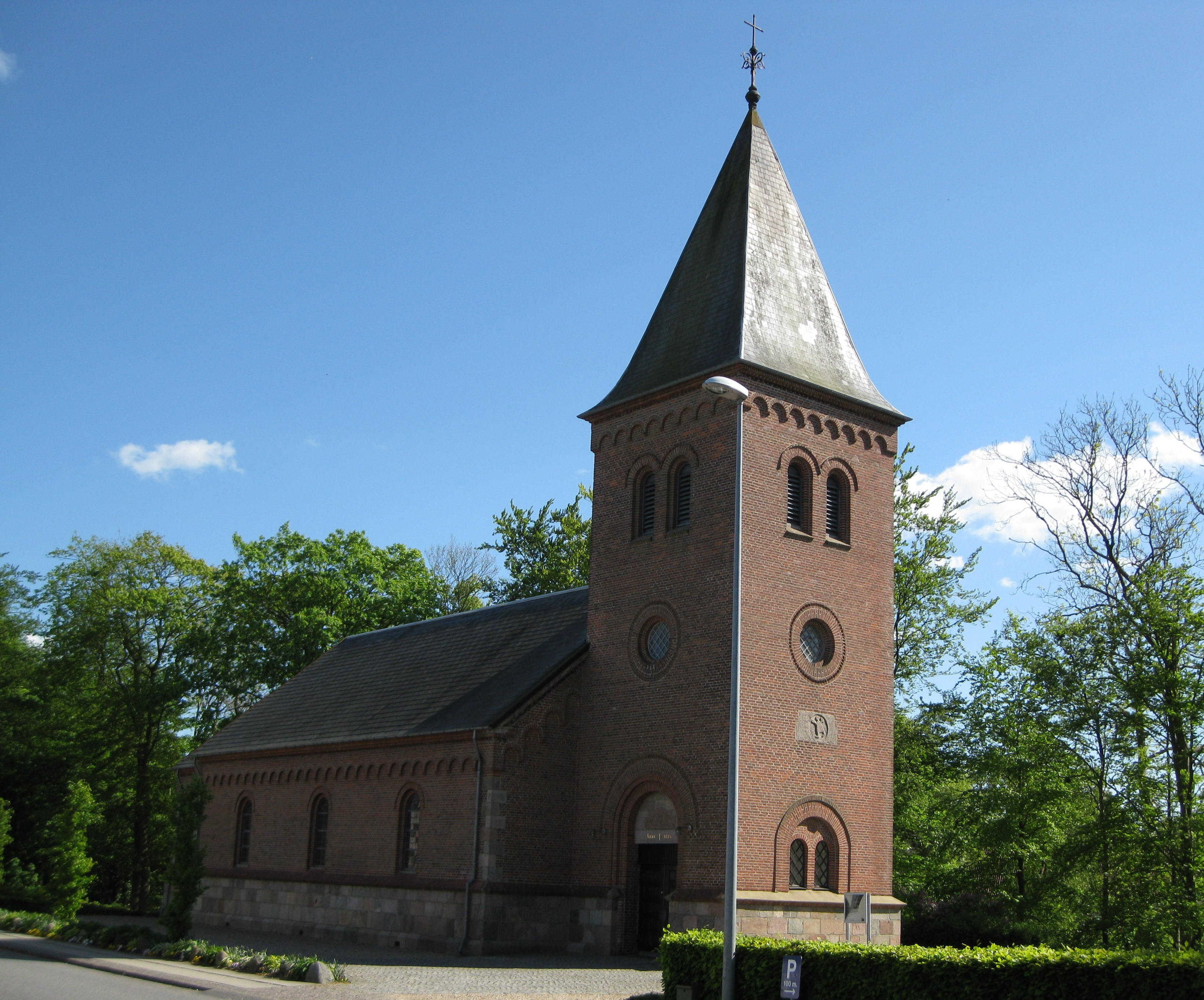
Holsted Kirke

Holsted Sogn ist eine Kirchspielsgemeinde (dän.: Sogn)  im südlichen Dänemark. Bis 1970 gehörte sie zur Harde Malt Herred im damaligen Ribe Amt, danach zur Holsted Kommune im erweiterten Ribe Amt, die im Zuge der  Kommunalreform zum 1. Januar 2007 in der „neuen“  Vejen Kommune in der Region Syddanmark aufgegangen ist. Am 1. Oktober 2010 wurde der ehemalige Kirchenbezirk Sankt Peders Kirkedistrikt im Holsted Sogn mit der Abschaffung der dänischen Kirchenbezirke ein selbständiges Sogn Sankt Peders Sogn (Vejen Kommune).
Im Kirchspiel leben 2023 Einwohner, davon 3066 im Kirchdorf (Stand:1. Januar 2023). Im Kirchspiel liegt die Kirche „Holsted Kirke“.
Nachbargemeinden sind im Nordosten Lindknud Sogn, im Osten Brørup Sogn, im Süden Føvling Sogn, im Westen der auf dem Gebiet der Vejen Kommune liegende Teil des Gørding Sogn (Esbjerg Kommune) und im Nordwesten Åstrup Sogn.